# Unione Sportiva Biellese 1928-1929
Questa voce raccoglie le informazioni riguardanti l'Unione Sportiva Biellese nelle competizioni ufficiali della stagione 1928-1929.

## Stagione
Neopromossa in Divisione Nazionale dopo il 4º posto in Prima Divisione 1927-1928, per la stagione 1928-1929 la Biellese viene inclusa dal DDS nel girone B.
Il campionato, concluso al 10º posto con 27 punti, determina la retrocessione nella Serie B 1929-1930, primo torneo di seconda serie a girone unico. Solo le prime otto di ogni girone, entrano nel nuovo campionato che dalla prossima stagione si chiama Serie A.
Durante il campionato la Biellese utilizza un numero ristretto (18) di giocatori, alcuni dei quali di provenienza dal vivaio locale, variando raramente la formazione.
Il girone B è stato vinto dal Bologna con 49 punti, che poi batte nelle finali anche il Torino (campione in carica), e si laurea per la seconda volta Campione d'Italia.

## Divise
| Casa |

## Rosa
| N. |                   | Ruolo | Calciatore        |
| -- | ----------------- | ----- | ----------------- |
|    | Italia (bandiera) | P     | Bruno Agnello     |
|    | Italia (bandiera) | P     | Mario Vialardi    |
|    | Italia (bandiera) | D     | Andrea Baggiore   |
|    | Italia (bandiera) | D     | Francesco Borello |
|    | Italia (bandiera) | D     | Cesare Gabasio    |
|    | Italia (bandiera) | D     | Luigi Roasio      |
|    | Italia (bandiera) | C     | Ugo Ceria         |
|    | Italia (bandiera) | C     | Secondo Finotto   |
|    | Italia (bandiera) | C     | Giovanni Gaia     |

| N. |                   | Ruolo | Calciatore             |
| -- | ----------------- | ----- | ---------------------- |
|    | Italia (bandiera) | C     | Domenico Greppi        |
|    | Italia (bandiera) | C     | Zeffirino Paulinich    |
|    | Italia (bandiera) | A     | Natale Gruppo          |
|    | Italia (bandiera) | A     | Corrado Guglielminotti |
|    | Italia (bandiera) | A     | Edmondo Martin (IV)    |
|    | Italia (bandiera) | A     | Nello Sticco           |
|    | Italia (bandiera) | A     | Severino Tibi          |
|    | Italia (bandiera) | A     | Giacomo Varalda        |
|    | Italia (bandiera) | A     | Paolo Vigna            |

## Risultati

### Divisione Nazionale

#### Girone B

##### Girone di andata
| Arbitro: | Osti (Ferrara) |

|                                                         |           |            |
| C. Villa 1’, 87’ L. Baiardi 6’, 44’ Baggiore 28’ (aut.) | Marcatori | 21’ Sticco |

| Arbitro: | Turra (Padova) |

|                       |           |             |
| Varalda 35’ Vigna 75’ | Marcatori | 48’ Savelli |

| Arbitro: | Scarpi (Dolo) |

|                              |           |           |
| Negrich 31’ Spadavecchia 48’ | Marcatori | 19’ Vigna |

| Arbitro: | Bruna (Venezia) |

|               |           |              |
| Paulinich 75’ | Marcatori | 20’ Muzzioli |

| Arbitro: | Scarpi (Dolo) |

|           |           |                    |
| Barni 10’ | Marcatori | 82’ Guglielminotti |

| Arbitro: | Lupini (Bergamo) |

|                              |           |  |
| Vigna 10’, 80’ E. Martin 14’ | Marcatori |  |

| Arbitro: | Giorgi (Milano) |

|                |           |  |
| E. Frisoni 85’ | Marcatori |  |

| Arbitro: | Rovida (Milano) |

|                         |           |  |
| Spivach 51’ Furlani 72’ | Marcatori |  |

| Arbitro: | Sani (Ferrara) |

|                                       |           |                 |
| E. Martin 24’, 31’ Guglielminotti 75’ | Marcatori | 15’ Bertacchini |

| Arbitro: | Turbiani (Ferrara) |

|                |           |                |
| Vigna 75’, 77’ | Marcatori | 1’ G. Chiecchi |

| Arbitro: | Mangano (Milano) |

|                           |           |                            |
| Mistrali 80’ Casanova 82’ | Marcatori | 22’ (aut.) Vighi 75’ Vigna |

| Arbitro: | Pessato (Monfalcone) |

|             |           |                                  |
| Varalda 86’ | Marcatori | 8’ Borgo 18’ Crotti 66’ Munerati |

| Arbitro: | Scarpi (Dolo) |

|                           |           |                             |
| Varalda 33’, 64’ Gaia 85’ | Marcatori | 55’ Pampaloni 66’ Buscaglia |

| Arbitro: | Turbiani (Ferrara) |

|                            |           |                    |
| Gorini 31’, 59’ Ziroli 39’ | Marcatori | 64’ Guglielminotti |

| Arbitro: | Galassi (Torino) |

|                                                                                               |           |  |
| Gaia 14’ (aut.) Visentin 16’ Rivolta 35’ (rig.) Meazza 36’, 81’ Baggiore 56’ (aut.) Conti 88’ | Marcatori |  |

##### Girone di ritorno
| Arbitro: | Rovida (Milano) |

|          |           |                            |
| Gaia 59’ | Marcatori | 70’ C. Villa 87’ Seccatore |

| Arbitro: | Giorgi (Milano) |

|                                                |           |                   |
| O. Ravani 36’ (rig.) Savelli 40’ Corsanini 60’ | Marcatori | 75’ (rig.) Greppi |

| Arbitro: | Melandri (Carcare) |

|               |           |  |
| E. Martin 55’ | Marcatori |  |

| Arbitro: | Pagnin (Treviso) |

|                                            |           |  |
| Della Valle 23’ A. Busini 60’ Muzzioli 68’ | Marcatori |  |

| Arbitro: | Ferro (Milano) |

|                |           |  |
| Gaia 6’ (rig.) | Marcatori |  |

| Verona 31 marzo 1929 21ª giornata | Verona           | 0 – 0 referto | Biellese | Stadio Marcantonio Bentegodi\| Arbitro: \| Galassi (Torino) \| |
| Arbitro:                          | Galassi (Torino) |               |          |                                                                |

| Arbitro: | Carraro (Padova) |

|  |           |                           |
|  | Marcatori | 35’ Chitò 85’ A. Prosperi |

| Arbitro: | Caironi (Milano) |

|                         |           |  |
| Vigna 80’ Paulinich 88’ | Marcatori |  |

| Arbitro: | Turbiani (Ferrara) |

|                            |           |  |
| Bertacchini 55’ Rivolo 63’ | Marcatori |  |

| Arbitro: | Barlassina (Novara) |

|                                                                 |           |  |
| G. Chiecchi 17’ (rig.), 44’ E. Bodini 62’ Puerari 64’ Catto 75’ | Marcatori |  |

| Arbitro: | Giulini (Lodi) |

|                                    |           |  |
| Gruppo 25’, 35’ Guglielminotti 80’ | Marcatori |  |

| Torino 26 maggio 1929 27ª giornata | Juventus             | 0 – 0 referto | Biellese | Stadio di Corso Marsiglia\| Arbitro: \| Ciamberlini (Genova) \| |
| Arbitro:                           | Ciamberlini (Genova) |               |          |                                                                 |

| Arbitro: | Pessato (Monfalcone) |

|                                                        |           |  |
| Roggia 11’ Buscaglia 17’, 61’ Sallustro 23’ Fenili 86’ | Marcatori |  |

| Arbitro: | Lenti (Genova) |

|                          |           |            |
| E. Martin 58’ Gruppo 65’ | Marcatori | 44’ Ziroli |

| Arbitro: | Barlassina (Novara) |

|                        |           |                |
| E. Martin 35’ Tibi 36’ | Marcatori | 44’ Balestrini |

## Statistiche

### Statistiche di squadra
| Competizione        | Punti | In casa | In casa | In casa | In casa | In casa | In casa | In trasferta | In trasferta | In trasferta | In trasferta | In trasferta | In trasferta | Totale | Totale | Totale | Totale | Totale | Totale | DR  |
| Competizione        | Punti | G       | V       | N       | P       | Gf      | Gs      | G            | V            | N            | P            | Gf           | Gs           | G      | V      | N      | P      | Gf     | Gs     | DR  |
| ------------------- | ----- | ------- | ------- | ------- | ------- | ------- | ------- | ------------ | ------------ | ------------ | ------------ | ------------ | ------------ | ------ | ------ | ------ | ------ | ------ | ------ | --- |
| Divisione Nazionale | 27    | 15      | 11      | 1       | 3       | 27      | 15      | 15           | 0            | 4            | 11           | 7            | 41           | 30     | 11     | 5      | 14     | 34     | 56     | -22 |
| Totale              | 27    | 15      | 11      | 1       | 3       | 27      | 15      | 15           | 0            | 4            | 11           | 7            | 41           | 30     | 11     | 5      | 14     | 34     | 56     | -22 |

### Statistiche dei giocatori
| Giocatore         | Divisione Nazionale | Divisione Nazionale |
| Giocatore         | Presenze            | Reti                |
| ----------------- | ------------------- | ------------------- |
| B. Agnello        | 10                  | -18                 |
| A. Baggiore       | 30                  | 0                   |
| F. Borello        | 3                   | 0                   |
| U. Ceria          | 5                   | 0                   |
| S. Finotto        | 10                  | 0                   |
| C. Gabasio        | 7                   | 0                   |
| G. Gaia           | 27                  | 3                   |
| D. Greppi         | 27                  | 1                   |
| N. Gruppo         | 14                  | 3                   |
| C. Guglielminotti | 30                  | 4                   |
| E. Martin         | 28                  | 6                   |
| Z. Paulinich      | 26                  | 2                   |
| L. Roasio         | 21                  | 0                   |
| N. Sticco         | 15                  | 1                   |
| S. Tibi           | 12                  | 1                   |
| G. Varalda        | 22                  | 4                   |
| M. Vialardi       | 20                  | -38                 |
| P. Vigna          | 23                  | 8                   |